# Oreopsyche vesubiella
Oreopsyche vesubiella är en fjärilsart som beskrevs av Pierre Millière 1872. Oreopsyche vesubiella ingår i släktet Oreopsyche och familjen säckspinnare. Inga underarter finns listade i Catalogue of Life.